# Uruguai (Salvador)
O Uruguai é um bairro de Salvador, município capital do estado brasileiro da Bahia. Assim como outros da Península Itapagipana, surgiu de um processo de invasões de terrenos alagadiços e da luta de seus moradores. O Uruguai está localizado ao norte da Massaranduba e da Enseada dos Tainheiros, ao sul dos Mares e da Calçada, ao leste de São Caetano e a oeste de Roma, entretanto os seus limites oficiais, como acontece em muitas localidades da cidade, são discutíveis. Os Alagados, por exemplo, fizeram parte desta localidade, e ainda hoje há quem os considere como tal. No Uruguai encontramos um dos principais shoppings da península, de pequeno porte, o Bahia Outlet Center e a Igreja de Nossa Senhora dos Alagados que ficou mundialmente famosa quando foi abençoada pelo Papa João Paulo II.
Por ser um bairro central, o Uruguai permite que seus moradores tenham acesso através do sistema de transporte coletivo, a qualquer outro bairro da cidade, tal a sua mobilidade urbana. É um bairro com forte tendência comercial, devido a um número grande de imóveis que se dedicam ao comércio. Está se desenvolvendo rapidamente, apesar de ainda dispor, assim como os demais bairros da Cidade Baixa, de uma baixa infraestrutura de esgotamento sanitário e de segurança pública. Nesse bairro moram diversas pessoas e atualmente têm-se vários lugares comerciais como vendas, mercadinhos, lanchonetes, e outros tantos para melhorar a condição de vida. Nos últimos anos, sofreu um pequeno processo de reurbanização visando melhorar a qualidade de vida de seus habitantes e o aspecto do local.